# Uldor
Uldor, también llamado “el Maldecido”, hijo de Ulfang “el Negro”, es un personaje de la obra póstuma del escritor británico J. R. R. Tolkien El Silmarillion, muerto por Maglor en la Nirnaeth Arnoediad o Batalla de las Lágrimas Innumerables.

## Llegada a Beleriand
Luego de la Dagor Bragollach, a Beleriand, llegaron los Hombres Cetrinos. Estos estaban movidos por las historias que habían escuchado acerca de estas tierras y sus riquezas. Marchando hacia el oeste llegaron a las mismas. Aunque algunos de ellos le prestaban, en secreto, servicio a Morgoth. Maedhros dio su amistad a dos de los más grandes caciques de estos hombres: Bór y Ulfang. Los hijos del primero juraron lealtad a Maedhros y Maglor, permaneciendo fieles. Mientras que los hijos del segundo, entre los que se encontraba Uldor, juraron mantener una alianza con Caranthir pero no permanecieron fieles.

## Durante la Batalla de las Lágrimas Innumerables
Durante la Nirnaeth Arnoediad, Uldor y su padre, fueron convocados, junto a sus huestes, por Maedhros para luchar a su lado e invadir la fortaleza de Morgoth, Angband. Uldor, por su astucia, logró cortar la marcha del ejército de Maedhros con falsas advertencias de ataque desde la fortaleza. Después de varios días de batalla, el ejército de los Eldar tuvo la oportunidad de poder salir victorioso a pesar de que las fuerzas de Morgoth se volcaron completamente a la lucha dejando la fortaleza de Angband vacía. Fue entonces que Uldor y su padre, Ulfang, revelaron sus verdaderas intenciones. Atacaron por la retaguardia al ejército de los hijos de Fëanor causando gran confusión. Pero Maglor, mató a Uldor y los hijos de Bór, a sus hermanos. No obstante, hombres que estaban bajo el mando de Uldor, los cuales estaban escondidos en las colinas del este, atacaron por tres flancos al ejército de Maedhros, logrando dispersarlo.